# Diaphanosoma birgei
Diaphanosoma birgei är en kräftdjursart som beskrevs av Korinek 1981. Diaphanosoma birgei ingår i släktet Diaphanosoma och familjen Sididae.

## Underarter
Arten delas in i följande underarter:
- D. b. birgei
- D. b. lacustris